# Regina Fleszarowa
Regina Fleszarowa, née Regina Zofia Danysz le 28 mars 1888 et morte le 1er juillet 1969, est une géographe et géologue polonaise, militante pour les droits des femmes. Elle est sénatrice lors de la deuxième République polonaise entre 1935 et 1938.
Étudiante à la Sorbonne en 1913, elle obtient le premier doctorat en sciences naturelles décerné à une femme polonaise. Considérée comme une pionnière dans l'établissement des sciences naturelles en Pologne, elle a publié plus de 100 ouvrages concernant la géographie et la géologie du pays. Sa bibliographie en 5 volumes sur l'histoire des sciences de la terre en Pologne est considérée comme sa plus grande réussite. Elle reçoit la médaille de 1ère classe de Ordre de la Bannière du Travail en 1960.

## Jeunesse et formation
Regina Zofia Danysz naît le 28 mars 1888 à Wiśniewo dans le gouvernement de Siedlce en Pologne russe. Ses parents possédaient un petit domaine à Brusów, où elle est élevée et termine ses études primaires. Elle poursuit ses études à Varsovie et à Kyiv, avant de s'installer à Zurich en 1906. Se concentrant sur des études de géographie, Danysz s'installe à Paris en 1907 pour assister à des conférences sur la géographie et la géologie. Elle participe à des voyages de recherche dans les Tatras et en Cujavie (dirigés par Ludomir Sawicki (pl)) pendant les vacances du semestre. En 1910 elle obtient sa licence ès sciences à l'université de Paris. Elle poursuit ses études de doctorat sous la direction de Eugeniusz Romer (en) et Charles Vélain, et soutient sa thèse (en français) intitulée Étude critique d'une carte ancienne de Pologne dressée par Stanislas Staszic (1806) qui analyse la topographie qu'il a relevée dans les montagnes des Carpates. Au début de 1913, elle reçoit le premier doctorat en sciences naturelles décerné à une femme polonaise.

## Carrière
À partir de 1912, Danysz donne des conférences sur la topologie et est active au sein de la Riflemen's Association (en).

### Première carrière universitaire et engagements
Elle commence véritablement sa carrière en 1913 en travaillant avec Eugeniusz Romer à l'université de Lviv, compilant des informations sur les précipitations atmosphériques sur divers endroits à travers la Pologne. Tout en travaillant avec Romer, elle rencontre un collègue géologue, Albin Fleszar (pl), qu'elle épouse plus tard et avec qui elle a un fils, Mieczysław Albin. Le couple travaille ensemble sur des études géologiques dans les montagnes des Carpates.

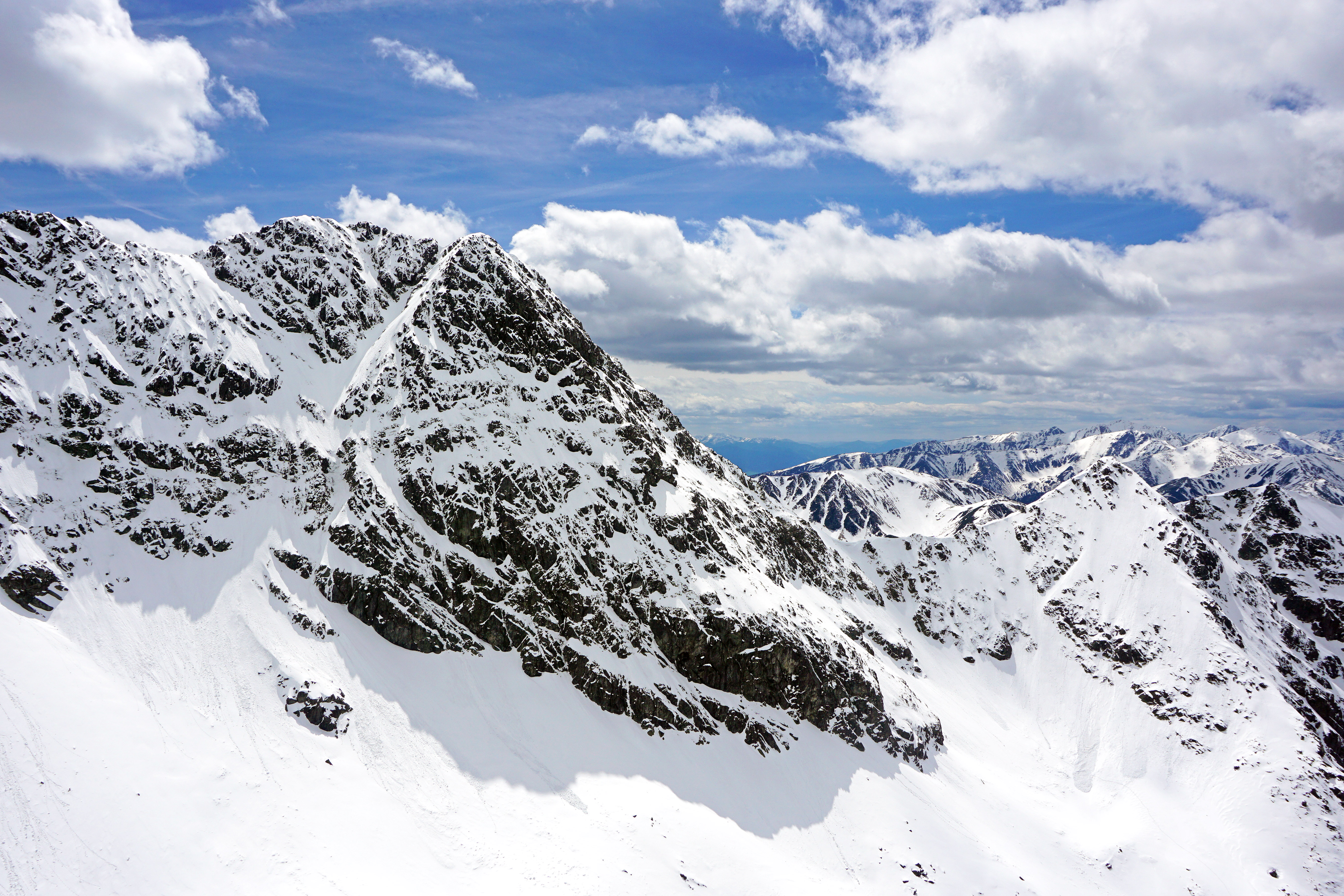
Vue sur Svinica depuis le Kościelec dans les Tatras.

S'installant à Zakopane vers 1915, elle publie dans la presse en faveur des droits des femmes et devient présidente du Conseil des femmes polonaises (en polonais : Rady Polek). Elle participe aux conventions européennes du Conseil international des femmes à Bruxelles, Dubrovnik et Édimbourg.
Après la mort de son mari en 1916, Fleszarowa et son fils déménagent à Varsovie, où elle travaille pendant une courte période au ministère des Lumières publiques. En 1918, elle participe à la fondation de la Société polonaise de géographie (polonais : Polskie Towarzystwo Geograficzne, PTG).
En 1919, Fleszarowa devient bibliothécaire de l'Institut géologique national de Varsovie. Elle acquiert une collection de plus de 30000 volumes au cours de son mandat, qui dure jusqu'à la Seconde Guerre mondiale. Elle poursuit simultanément ses recherches, publiant dans des revues scientifiques des articles tels que Stanisław Staszic jako przyrodnik (Stanisław Staszic en tant que naturaliste, 1926) et Spis jaskiń krajowych (Liste des grottes nationales, 1933). Entre 1920 et 1939, Fleszarowa publie 18 textes pour la Bibliographie géologique de Pologne. Elle travaille également comme rédactrice pour Ziemia, le journal de la Société géographique, à partir de 1929. Au cours de sa vie, Fleszarowa publie plus de 100 articles sur l'histoire scientifique et la géographie de la Pologne, y compris la compilation d'études de scientifiques russes sur le territoire polonais, rassemblant des informations par le biais de questionnaires sur les travaux géologiques effectués pendant l'Occupation. Elle publie aussi un dictionnaire biographique des géologues polonais.

### Carrière politique et vie pendant la guerre

Drapeau non officiel de l'Armia Krajowa et de l’État polonais clandestin, arborant la Kotwica.

Fleszarowa est nommée sénatrice en 1935 par le président de la République polonaise. Au cours de son mandat, elle se concentre sur l'organisation formelle des activités scientifiques et l'élargissement des droits des citoyens. En 1937, elle est une des organisatrices du Club Démocratique de Varsovie, devenu Parti d'Alliance démocratique, et en devient la vice-présidente. Son mandat au Sénat prend fin en 1938.
Pendant l'occupation de la Pologne, elle rejoint le mouvement clandestin, participant à l'Armée de l'Intérieur (Armia Krajowa). Travaillant au développement de l'information et de la propagande pour l'Armée de l'Intérieur, elle distribue des cartes et publie de la littérature, mettant en place un bureau de rédaction pour les écrits clandestins. Elle entreprend de cacher des Juifs,, et mène la réunion secrète des bibliothécaires, mettant en sécurité les archives de l'Association des Bibliothécaires polonais. Fuyant la ville avant le soulèvement de Varsovie en 1944, Fleszarowa se rend à Lublin et travaille comme contact du comité polonais de libération nationale. En octobre 1944, elle est nommée chef du département de la bibliothèque du ministère de l'Éducation.

### Carrière après la guerre
En 1945, Regina Fleszarowa est la cofondatrice de la réorganisation de la Ligue des femmes et est nommée au ministère des Affaires étrangères du gouvernement du Parti démocrate. Participant aux conférences de paix tenues à Moscou, Paris, Potsdam et Prague, elle est l'une des cartographes qui délimita la frontière occidentale de la Pologne. De 1945 à 1948, elle siège au conseil municipal de Varsovie. En 1951, elle commence à travailler au Musée de la Terre de Varsovie pour l'Académie polonaise des sciences. Elle rédige alors une bibliographie sur l'histoire des sciences de la terre en Pologne, couvrant une période de 200 ans, avant de prendre sa retraite en 1958. Cet ouvrage est considéré comme étant sa « plus grande réussite scientifique », couvrant en 5 volumes la période allant du milieu du XVIIIe siècle au milieu du XXe siècle,. Les premiers volumes, publiés en 1957, couvrent le XXe siècle, et le dernier volume, publié en 1966, couvre la première période jusqu'à la fin du XIXe siècle, résumant les documents trouvés dans les archives publiées par l'Institut géologique polonais.
Après sa retraite, Fleszarowa continue son travail avec la Ligue des femmes et assiste à des réunions de l'Académie polonaise des sciences, publiant des ouvrages tels que le Materiałach i Studiach z Dziejów Nauki Polskiej (Matériaux et études de l'histoire des sciences polonaises) et deux études approfondies. L'une d'elles évalue la carte géologique de la Pologne vieille de 200 ans établie par JS Guetard, et l'autre discute de Varsovie telle qu'elle est décrite dans The Physiographic Diary entre 1881 et 1921.
En 1960, Fleszarowa reçoit la médaille de 1ère classe de Ordre de la Bannière du Travail.

## Mort et héritage
Fleszarowa meurt à bord d'un navire lors d'une croisière sur la Vistule le 30 juin ou le 1er juillet 1969. Elle est enterrée au cimetière de Powązki de Varsovie . Son chef-d'œuvre sur l'histoire des sciences de la terre est complété par des scientifiques ultérieurs. Elle est considérée comme une pionnière pour l'établissement du domaine des sciences de la terre en Pologne,.

## Décorations
- Ordre de la bannière du travail de première classe (7 mars 1960)[1].

- Croix de Chevalier de l'Ordre Polonia Restituta (1945)

- Croix d'or du mérite (trois fois : 9 novembre 1932, 19 juillet 1946, 1956[8])

- Médaille de l'Indépendance (12 mars 1931[8]).

## Publications
- Regina Fleszarowa, Étude critique d'une carte ancienne de Pologne dressée par Stanislas Staszic, 1806, Paris, 1913 (lire en ligne)
- (pl) Regina Fleszarowa, Retrospektywna bibliografia geologiczna polski, t. 5 tomes, Warszawa : Wydawn. Geologiczne, 1957, 1958, 1963, 1966 (OCLC 312252528, 312252632, 312252471, 612483687,  	256782893)
- (pl) Regina Fleszarowa, Stanisław Czarniecki, Zofia Martini, Retrospektywna bibliografia geologiczna Polski / Uzup. 1750-1950., Warszawa : Wydawn. Geologiczne, 1972, 332 p. (OCLC 612483429)